# ブラックプール・ストーリー
『ブラックプール・ストーリー』（英: Like It Is）は、1998年に製作されたイギリスの映画。
日本では、1998年に第7回東京国際レズビアン&ゲイ映画祭で上映された。

## キャスト
- クレッグ：スティーブ・ベル
- ケルヴィン：ロジャー・ダルトリー（カメオ出演）
- マット：イアン・ローズ
- ポーラ：ダニ・ベア
- グロリア：ジュード・アンダーソン
- ディッコン・トルソン